# Campeonato Brasileiro de Futebol Feminino de 2018
A Série A1 do Campeonato Brasileiro de Futebol Feminino de 2018 foi a 6ª edição desta competição, que é organizada pela Confederação Brasileira de Futebol (CBF).
O Corinthians sagrou-se campeão ao vencer o Rio Preto nas finais, conquistando, além do título, uma vaga para a Libertadores Feminina de 2019. A Ferroviária, quarta colocada, garantiu a outra vaga brasileira para este torneio, visto que o Rio Preto foi desativado e a equipe do Flamengo (terceiro colocado) optou por não participar da competição.

## Formato e regulamento
O Campeonato foi disputado em quatro fases: na primeira fase os 16 clubes formaram dois grupos de oito clubes cada. Os times se enfrentaram dentro do grupo em turno e returno. Os quatro primeiros de cada grupo se classificaram para as quartas-de-final e o último de cada grupo foram rebaixados para a Série A2; na segunda fase (quartas-de-final) os clubes se enfrentaram no sistema eliminatório (“mata-mata”) classificando-se o vencedor de cada grupo para a terceira fase (semifinal) os clubes se enfrentaram no sistema eliminatório classificando-se o vencedor de cada grupo para a quarta fase (final), onde os dois clubes se enfrentaram também no sistema eliminatório para definir o campeão.
1. Primeira fase: 16 clubes distribuídos em dois grupos de oito clubes cada
2. Segunda Fase (quartas-de-final): oito clubes distridos em qbuíuatro grupos de dois clubes cada
3. Terceira fase (semifinal): quatro clubes distribuídos em dois grupos de dois clubes cada
4. Quarta fase (final): em um grupo de dois clubes, de onde sairá o campeão

### Critérios de desempate
Em caso de empate de pontos entre dois clubes, os critérios de desempate serão aplicados na seguinte ordem:
1. Número de vitórias
2. Saldo de gols
3. Gols marcados
4. Número de cartões vermelhos
5. Número de cartões amarelos
6. Sorteio

## Participantes
| Equipe              | Cidade                 | Estado | Em 2017       | Estádio (mando)    | Capacidade | Títulos        |
| ------------------- | ---------------------- | ------ | ------------- | ------------------ | ---------- | -------------- |
| Audax               | Osasco                 | SP     | 7º            | José Liberatti     | 17 780     | 0 (não possui) |
| Corinthians         | São Paulo              | SP     | 2º            | Alfredo Shürig     | 10 000     | 0 (não possui) |
| Ferroviária         | Araraquara             | SP     | 8º            | Fonte Luminosa     | 20 950     | 1 (2014)       |
| Flamengo            | Rio de Janeiro         | RJ     | 5º            | Gávea              | 4 000      | 1 (2016)       |
| Foz Cataratas       | Foz do Iguaçu          | PR     | 10º           | Pedro Basso        | 6 968      | 0 (não possui) |
| Iranduba            | Iranduba               | AM     | 4º            | Arena da Amazônia  | 45 351     | 0 (não possui) |
| Kindermann          | Caçador                | SC     | 6º            | Carlos A. C. Neves | 6 500      | 0 (não possui) |
| Pinheirense         | Belém                  | PA     | 1º (Série A2) | Abelardo Conduru   | 3 000      | 0 (não possui) |
| Portuguesa          | São Paulo              | SP     | 2º (Série A2) | Canindé            | 21 004     | 0 (não possui) |
| Ponte Preta         | Campinas               | SP     | 12º           | Moisés Lucarelli   | 17 728     | 0 (não possui) |
| Rio Preto           | São José do Rio Preto  | SP     | 3º            | Anísio Haddad      | 14 126     | 1 (2015)       |
| Santos              | Santos                 | SP     | 1º            | Vila Belmiro       | 16 068     | 1 (2017)       |
| São Francisco EC    | São Francisco do Conde | BA     | 14º           | Junqueira Ayres    | 3 000      | 0 (não possui) |
| São José-SP         | São José dos Campos    | SP     | 11º           | Martins Pereira    | 16 500     | 0 (não possui) |
| Sport               | Recife                 | PE     | 9º            | Ilha do Retiro     | 32 983     | 0 (não possui) |
| Vitória das Tabocas | Vitória de Santo Antão | PE     | 13º           | Barbosão           | 3 400      | 0 (não possui) |

## Primeira fase

### Grupo 1
| Pos | Equipes          | Pts | J  | V  | E | D  | GP | GC | SG  | Classificação ou rebaixamento           |
| --- | ---------------- | --- | -- | -- | - | -- | -- | -- | --- | --------------------------------------- |
| 1   | Corinthians      | 34  | 14 | 10 | 4 | 0  | 34 | 8  | +26 | Zona de classificação à próxima fase    |
| 2   | Iranduba         | 27  | 14 | 8  | 3 | 3  | 25 | 11 | +14 | Zona de classificação à próxima fase    |
| 3   | Kindermann       | 25  | 14 | 7  | 4 | 3  | 25 | 7  | +18 | Zona de classificação à próxima fase    |
| 4   | Ferroviária      | 21  | 14 | 5  | 6 | 3  | 24 | 15 | +9  | Zona de classificação à próxima fase    |
| 5   | São José-SP      | 20  | 14 | 5  | 5 | 4  | 18 | 13 | +5  |                                         |
| 6   | Sport            | 16  | 14 | 4  | 4 | 6  | 23 | 15 | +8  |                                         |
| 7   | São Francisco EC | 10  | 14 | 2  | 4 | 8  | 11 | 28 | -17 |                                         |
| 8   | Pinheirense      | 0   | 14 | 0  | 0 | 14 | 9  | 72 | -63 | Zona de rebaixamento à Série A2 de 2019 |

### Confrontos
| \| \| COR \| FER \| IRA \| KIN \| PIN \| SFR \| SJO \| SPO \| \| ------------- \| --- \| --- \| --- \| --- \| --- \| --- \| --- \| --- \| \| Corinthians \| — \| 1–0 \| 2–1 \| 1–0 \| 8–0 \| 4–1 \| 0–0 \| 3–1 \| \| Ferroviária \| 3–5 \| — \| 2–0 \| 0–0 \| 6–1 \| 2–0 \| 1–1 \| 0–1 \| \| Iranduba \| 1–1 \| 2–2 \| — \| 1–0 \| 5–0 \| 5–0 \| 2–1 \| 2–1 \| \| Kindermann \| 0–0 \| 2–2 \| 0–1 \| — \| 4–0 \| 3–0 \| 2–0 \| 3–1 \| \| Pinheirense \| 1–6 \| 1–4 \| 0–2 \| 0–6 \| — \| 0–3 \| 0–4 \| 1–6 \| \| São Francisco \| 0–0 \| 1–1 \| 0–1 \| 0–3 \| 5–3 \| — \| 0–0 \| 0–0 \| \| São José \| 0–2 \| 0–0 \| 2–0 \| 1–2 \| 5–2 \| 1–0 \| — \| 2–1 \| \| Sport \| 0–1 \| 0–1 \| 0–0 \| 0–0 \| 8–0 \| 2–0 \| 1–1 \| — \| | Vitória do mandante Vitória do visitante Empate |     |     |     |     |     |     |     |
| | COR                                             | FER | IRA | KIN | PIN | SFR | SJO | SPO |
| Corinthians | —                                               | 1–0 | 2–1 | 1–0 | 8–0 | 4–1 | 0–0 | 3–1 |
| Ferroviária | 3–5                                             | —   | 2–0 | 0–0 | 6–1 | 2–0 | 1–1 | 0–1 |
| Iranduba | 1–1                                             | 2–2 | —   | 1–0 | 5–0 | 5–0 | 2–1 | 2–1 |
| Kindermann | 0–0                                             | 2–2 | 0–1 | —   | 4–0 | 3–0 | 2–0 | 3–1 |
| Pinheirense | 1–6                                             | 1–4 | 0–2 | 0–6 | —   | 0–3 | 0–4 | 1–6 |
| São Francisco | 0–0                                             | 1–1 | 0–1 | 0–3 | 5–3 | —   | 0–0 | 0–0 |
| São José | 0–2                                             | 0–0 | 2–0 | 1–2 | 5–2 | 1–0 | —   | 2–1 |
| Sport | 0–1                                             | 0–1 | 0–0 | 0–0 | 8–0 | 2–0 | 1–1 | —   |

### Grupo 2
| Pos | Equipes             | Pts | J  | V  | E | D  | GP | GC | SG  | Classificação ou rebaixamento           |
| --- | ------------------- | --- | -- | -- | - | -- | -- | -- | --- | --------------------------------------- |
| 1   | Santos              | 37  | 14 | 12 | 1 | 1  | 46 | 11 | +35 | Zona de classificação à próxima fase    |
| 2   | Flamengo            | 27  | 14 | 8  | 3 | 3  | 33 | 17 | +16 | Zona de classificação à próxima fase    |
| 3   | Rio Preto           | 25  | 14 | 6  | 7 | 1  | 24 | 10 | +14 | Zona de classificação à próxima fase    |
| 4   | Ponte Preta         | 19  | 14 | 5  | 4 | 5  | 16 | 18 | -2  | Zona de classificação à próxima fase    |
| 5   | Foz Cataratas       | 14  | 14 | 3  | 5 | 6  | 12 | 19 | -7  |                                         |
| 6   | Audax               | 13  | 14 | 2  | 7 | 5  | 16 | 23 | -7  |                                         |
| 7   | Vitória das Tabocas | 10  | 14 | 2  | 4 | 8  | 11 | 30 | -19 |                                         |
| 8   | Portuguesa          | 6   | 14 | 1  | 3 | 10 | 11 | 41 | -30 | Zona de rebaixamento à Série A2 de 2019 |

### Confrontos
| \| \| AUD \| FLA \| FOZ \| PON \| POR \| RPR \| SAN \| VIT \| \| ------------------- \| --- \| --- \| --- \| --- \| --- \| --- \| --- \| --- \| \| Audax \| — \| 2–2 \| 0–1 \| 1–1 \| 5–1 \| 0–4 \| 1–3 \| 0–0 \| \| Flamengo \| 1–0 \| — \| 2–0 \| 1–0 \| 6–0 \| 1–1 \| 3–0 \| 4–2 \| \| Foz Cataratas \| 1–2 \| 0–0 \| — \| 1–2 \| 1–1 \| 1–1 \| 0–4 \| 1–0 \| \| Ponte Preta \| 1–1 \| 2–1 \| 2–2 \| — \| 1–0 \| 0–2 \| 1–3 \| 1–0 \| \| Portuguesa \| 2-2 \| 0–6 \| 2–3 \| 0–2 \| — \| 0–0 \| 1–3 \| 3–2 \| \| Rio Preto \| 1–1 \| 3–1 \| 1–0 \| 1–1 \| 3–0 \| — \| 1–1 \| 4–0 \| \| Santos \| 5–1 \| 6–0 \| 2–1 \| 2–0 \| 5–0 \| 3–1 \| — \| 2–0 \| \| Vitória das Tabocas \| 0–0 \| 1–4 \| 0–0 \| 3–2 \| 2–1 \| 1–1 \| 0–7 \| — \| | Vitória do mandante Vitória do visitante Empate |     |     |     |     |     |     |     |
| | AUD                                             | FLA | FOZ | PON | POR | RPR | SAN | VIT |
| Audax | —                                               | 2–2 | 0–1 | 1–1 | 5–1 | 0–4 | 1–3 | 0–0 |
| Flamengo | 1–0                                             | —   | 2–0 | 1–0 | 6–0 | 1–1 | 3–0 | 4–2 |
| Foz Cataratas | 1–2                                             | 0–0 | —   | 1–2 | 1–1 | 1–1 | 0–4 | 1–0 |
| Ponte Preta | 1–1                                             | 2–1 | 2–2 | —   | 1–0 | 0–2 | 1–3 | 1–0 |
| Portuguesa | 2-2                                             | 0–6 | 2–3 | 0–2 | —   | 0–0 | 1–3 | 3–2 |
| Rio Preto | 1–1                                             | 3–1 | 1–0 | 1–1 | 3–0 | —   | 1–1 | 4–0 |
| Santos | 5–1                                             | 6–0 | 2–1 | 2–0 | 5–0 | 3–1 | —   | 2–0 |
| Vitória das Tabocas | 0–0                                             | 1–4 | 0–0 | 3–2 | 2–1 | 1–1 | 0–7 | —   |

### Desempenho por rodada
Clubes que lideraram o campeonato ao final de cada rodada:
|         | 1   | 2   | 3   | 4   | 5   | 6   | 7   | 8   | 9   | 10  | 11  | 12  | 13  | 14  |
| Grupo 1 | FER | COR | COR | COR | COR | COR | COR | COR | COR | COR | COR | COR | COR | COR |
| Grupo 2 | SAN | SAN | SAN | SAN | SAN | SAN | SAN | SAN | SAN | SAN | SAN | SAN | SAN | SAN |

Clubes que ficaram na última posição do campeonato ao final de cada rodada:
|         | 1   | 2   | 3   | 4   | 5   | 6   | 7   | 8   | 9   | 10  | 11  | 12  | 13  | 14  |
| Grupo 1 | PIN | PIN | PIN | PIN | PIN | PIN | PIN | PIN | PIN | PIN | PIN | PIN | PIN | PIN |
| Grupo 2 | FLA | VIT | VIT | VIT | VIT | VIT | VIT | VIT | VIT | VIT | VIT | POR | POR | POR |

## Fase final
Em itálico, os times que possuem o mando de campo no primeiro jogo do confronto e em negrito os times classificados.
|  | Quartas-de-final   | Quartas-de-final   | Quartas-de-final   | Quartas-de-final   |   |             | Semifinais                     | Semifinais                     | Semifinais                     | Semifinais                     |  |             | Final              | Final              | Final              | Final              |  |  |
|  | 9 a 20 de setembro | 9 a 20 de setembro | 9 a 20 de setembro | 9 a 20 de setembro |   |             | 26 de setembro a 11 de outubro | 26 de setembro a 11 de outubro | 26 de setembro a 11 de outubro | 26 de setembro a 11 de outubro |  |             | 20 e 26 de outubro | 20 e 26 de outubro | 20 e 26 de outubro | 20 e 26 de outubro |  |  |
|  |                    |                    |                    |                    |   |             |                                |                                |                                |                                |  |             |                    |                    |                    |                    |  |  |
|  | Ponte Preta        | 0                  | 0                  | 0                  |   |             |                                |                                |                                |                                |  |             |                    |                    |                    |                    |  |  |
|  | Corinthians        | 1                  | 2                  | 3                  |   |             |                                |                                |                                |                                |  |             |                    |                    |                    |                    |  |  |
|  | Corinthians        | 1                  | 2                  | 3                  |   | Corinthians | 1                              | 4                              | 5                              |                                |  |             |                    |                    |                    |                    |  |  |
|  |                    |                    |                    |                    |   | Corinthians | 1                              | 4                              | 5                              |                                |  |             |                    |                    |                    |                    |  |  |
|  |                    | Flamengo           | 2                  | 2                  | 4 |             |                                |                                |                                |                                |  |             |                    |                    |                    |                    |  |  |
|  | Kindermann         | Flamengo           | 2                  | 2                  | 4 | 1           | 0                              | 1                              |                                |                                |  |             |                    |                    |                    |                    |  |  |
|  | Kindermann         |                    |                    |                    |   | 1           | 0                              | 1                              |                                |                                |  |             |                    |                    |                    |                    |  |  |
|  | Flamengo           | 0                  | 4                  | 4                  |   |             |                                |                                |                                |                                |  |             |                    |                    |                    |                    |  |  |
|  | Flamengo           | 0                  | 4                  | 4                  |   |             |                                |                                |                                |                                |  | Corinthians | 1                  | 4                  | 5                  |                    |  |  |
|  |                    |                    |                    |                    |   |             |                                |                                |                                |                                |  | Corinthians | 1                  | 4                  | 5                  |                    |  |  |
|  |                    | Rio Preto          | 0                  | 0                  | 0 |             |                                |                                |                                |                                |  |             |                    |                    |                    |                    |  |  |
|  | Rio Preto          | Rio Preto          | 0                  | 0                  | 0 | 1           | 2                              | 3                              |                                |                                |  |             |                    |                    |                    |                    |  |  |
|  | Rio Preto          |                    |                    |                    |   | 1           | 2                              | 3                              |                                |                                |  |             |                    |                    |                    |                    |  |  |
|  | Iranduba           | 0                  | 1                  | 1                  |   |             |                                |                                |                                |                                |  |             |                    |                    |                    |                    |  |  |
|  | Iranduba           | 0                  | 1                  | 1                  |   | Rio Preto   | 1                              | 3                              | 4                              |                                |  |             |                    |                    |                    |                    |  |  |
|  |                    |                    |                    |                    |   | Rio Preto   | 1                              | 3                              | 4                              |                                |  |             |                    |                    |                    |                    |  |  |
|  |                    | Ferroviária        | 1                  | 2                  | 3 |             |                                |                                |                                |                                |  |             |                    |                    |                    |                    |  |  |
|  | Ferroviária        | Ferroviária        | 1                  | 2                  | 3 | 1           | 2(4)                           | 3                              |                                |                                |  |             |                    |                    |                    |                    |  |  |
|  | Ferroviária        |                    |                    |                    |   | 1           | 2(4)                           | 3                              |                                |                                |  |             |                    |                    |                    |                    |  |  |
|  | Santos             | 1                  | 2(3)               | 3                  |   |             |                                |                                |                                |                                |  |             |                    |                    |                    |                    |  |  |

### Quartas de final
Ida
| 9 de setembro | Kindermann   | 1 – 0  | Flamengo | Estádio Carlos Alberto Costa Neves, Caçador |
| 15:00         | Giovanna 89' | Súmula |          | Árbitro: Charly Deretti                     |

| 11 de setembro | Ponte Preta | 0 – 1  | Corinthians | Estádio Moisés Lucarelli, Campinas  |
| 15:00          |             | Súmula | Millene 88' | Árbitro: Douglas Marques das Flores |

| 12 de setembro | Rio Preto            | 1 – 0  | Iranduba | Estádio Anísio Haddad, São José do Rio Preto |
| 15:00          | Carol Nogueira 45+4' | Súmula |          | Árbitro: Daniel Bernardes Serrano            |

| 12 de setembro | Ferroviária | 1 – 1  | Santos     | Estádio Doutor Adhemar de Barros, Araraquara |
| 19:00          | Raquel 16'  | Súmula | Rosana 22' | Árbitro: Regildenia Moura                    |

Volta
| 19 de setembro | Flamengo                                     | 4 – 0  | Kindermann | Estádio da Gávea, Rio de Janeiro |
| 15:00          | Flávia 12', 83' · Bárbara 26' · Danyelle 61' | Súmula |            | Árbitro: Beatriz Oliveira Dantas |

| 19 de setembro | Santos               | 2 – 2  | Ferroviária               | Estádio Urbano Caldeira, Santos |
| 15:00          | Alanna 60' · Chu 75' | Súmula | Juliana 33' · Ludmila 62' | Árbitro: Katiucia da Mota Lima  |

|                                     |       | Penalidades                        |  |
| Maurine Chú Angelina Juliete Alanna | 3 – 4 | Paula Bárbara Luana Tainara Raquel |  |

| 19 de setembro | Corinthians                    | 2 – 0  | Ponte Preta | Parque São Jorge, São Paulo           |
| 19:30          | Gabi Zanotti 29' · Marcela 63' | Súmula |             | Árbitro: Fernanda S. Ignacio de Souza |

| 20 de setembro | Iranduba     | 1 – 1  | Rio Preto   | Arena da Amazônia, Manaus                |
| 21:00          | Giovania 60' | Súmula | Letícia 44' | Árbitro: Antonio Carlos Pequeno Frutuoso |

### Semifinais
Ida
| 26 de setembro | Flamengo                  | 2 – 1  | Corinthians | Estádio da Gávea, Rio de Janeiro |
| 15:00          | Danyelle 20' · Flávia 33' | Súmula | Maga 69'    | Árbitro: Rejane Silva            |

| 26 de setembro | Ferroviária  | 1 – 1  | Rio Preto | Estádio Doutor Adhemar de Barros, Araraquara |
| 19:00          | Ludmilla 87' | Súmula | Maria 88' | Árbitro: Fernanda S. Ignacio de Souza        |

Volta
| 10 de outubro | Rio Preto                   | 3 – 2  | Ferroviária             | Estádio Anísio Haddad, São José do Rio Preto |
| 15:00         | Negona 6', 8' · Jéssica 29' | Súmula | Luana 15' · Dandara 86' | Árbitro: Regildenia Moura                    |

| 11 de outubro | Corinthians                                                 | 4 – 2  | Flamengo              | Parque São Jorge, São Paulo           |
| 20:00         | Gabi Zanotti 38' · Maga 50' · Diany 87' · Millene 90' (pen) | Súmula | Ju 55' · Fernanda 67' | Árbitro: Fernanda S. Ignacio de Souza |

### Final
Ida
| 20 de outubro | Rio Preto | 0 – 1  | Corinthians | Estádio Anísio Haddad, São José do Rio Preto |
| 15:00         |           | Súmula | Maga 45+1'  | Árbitro: Rejane Silva                        |

Volta
| 26 de outubro | Corinthians                                     | 4 – 0  | Rio Preto | Parque São Jorge, São Paulo |
| 20:30         | Millene 1' · Yasmin 6' · Marcela 51' · Maga 63' | Súmula |           | Árbitro: Edina Alves        |

## Premiação
| Campeonato Brasileiro Feminino 2018 - Série A1 |
| São Paulo                                      |
| ---------------------------------------------- |
| Corinthians Campeã (1.º título)                |

### Seleção do Campeonato
| Pos. | Nome         | Clube       |
| ---- | ------------ | ----------- |
| G    | Bárbara      | Kindermann  |
| LD   | Maurine      | Santos      |
| Z    | Tayla        | Santos      |
| Z    | Antônia      | Audax       |
| LE   | Yasmim       | Corinthians |
| V    | Brena        | Santos      |
| V    | Djenifer     | Iranduba    |
| M    | Gabi Zanotti | Corinthians |
| M    | Adriana Leal | Corinthians |
| A    | Danyelle     | Flamengo    |
| A    | Lelê         | Rio Preto   |
| T    | Arthur Elias | Corinthians |

## Artilharia
Atualizado até 26 de outubro de 2018
| Gols | Jogador      | Time        |
| ---- | ------------ | ----------- |
| 15   | Danyelle     | Flamengo    |
| 14   | Maga         | Corinthians |
| 12   | Rosana       | Santos      |
| 11   | Lelê         | Rio Preto   |
| 9    | Carol        | Rio Preto   |
| 9    | Alanna       | Santos      |
| 9    | Millene      | Corinthians |
| 8    | Barbara      | Flamengo    |
| 8    | Giovanna     | Kindermann  |
| 8    | Gabi Zanotti | Corinthians |

## Classificação geral
| Pos | Times               | Pts | J  | V  | E | D  | GP | GC | SG  | Classificação                                 |
| --- | ------------------- | --- | -- | -- | - | -- | -- | -- | --- | --------------------------------------------- |
| 1   | Corinthians         | 49  | 20 | 15 | 4 | 1  | 47 | 12 | +35 | Campeão e classificado à Libertadores de 2019 |
| 2   | Rio Preto           | 37  | 20 | 10 | 7 | 3  | 31 | 19 | -12 | Vice-campeão                                  |
| 3   | Flamengo            | 33  | 18 | 10 | 3 | 5  | 41 | 23 | +18 | Eliminados nas semifinais                     |
| 4   | Ferroviária         | 24  | 18 | 5  | 9 | 4  | 30 | 22 | +8  | Eliminados nas semifinais                     |
| 5   | Santos              | 39  | 16 | 12 | 3 | 1  | 49 | 14 | +35 | Eliminados nas quartas-de-finais              |
| 6   | Kindermann          | 28  | 16 | 8  | 4 | 4  | 26 | 11 | +15 | Eliminados nas quartas-de-finais              |
| 7   | Iranduba            | 27  | 16 | 8  | 3 | 5  | 26 | 14 | +12 | Eliminados nas quartas-de-finais              |
| 8   | Ponte Preta         | 19  | 16 | 5  | 4 | 7  | 16 | 21 | –5  | Eliminados nas quartas-de-finais              |
| 9   | São José-SP         | 20  | 14 | 5  | 5 | 4  | 18 | 13 | +5  | Eliminados na primeira fase                   |
| 10  | Sport               | 16  | 14 | 4  | 4 | 6  | 23 | 15 | +8  | Eliminados na primeira fase                   |
| 11  | Foz Cataratas       | 14  | 14 | 3  | 5 | 6  | 12 | 19 | –7  | Eliminados na primeira fase                   |
| 12  | Audax               | 13  | 14 | 2  | 7 | 5  | 16 | 23 | –7  | Eliminados na primeira fase                   |
| 13  | São Francisco EC    | 10  | 14 | 2  | 4 | 8  | 11 | 28 | –17 | Eliminados na primeira fase                   |
| 14  | Vitória das Tabocas | 10  | 14 | 2  | 4 | 8  | 11 | 30 | –19 | Eliminados na primeira fase                   |
| 15  | Portuguesa          | 6   | 14 | 1  | 3 | 10 | 11 | 41 | –30 | Rebaixados à Série A2 de 2019                 |
| 16  | Pinheirense         | 0   | 14 | 0  | 0 | 14 | 9  | 72 | –63 | Rebaixados à Série A2 de 2019                 |